# Abdullah bin Ishaq al-Birzali
 (septembre 2019).
Abdullah bin Ishaq al-Birzali (décédé en 1023) est le fondateur et le premier émir birzalide de la taïfa de Carmona (1012-1023) pendant la première période de taïfas.

## Bioghrapie
Il est issu de la famille berbère des Birzalides de la grande tribu des zénètes, arrivée dans la péninsule ibérique pendant le règne d'Al-Hakam II. Abdullah a pris le pouvoir dans les régions de Carmona et d'Ecija et a expulsé les dirigeants omeyyades de ses territoires. Il a ensuite fondé la Taifa de Carmona et proclamé son indépendance, dont la capitale était située dans la ville actuelle de Carmona. en 1023, il est mort et son fils Mohammed lui a succédé.